# Дитячий парк м. Звенигородка
Дитя́чий парк м. Звенигоро́дка — парк-пам'ятка садово-паркового мистецтва місцевого значення в Україні. Об'єкт розташований у місті Звенигородка Черкаської області, на вул. Чорновола, 31а. 
Площа 0,2169 га. Статус отриманий згідно з рішенням обласної ради від 25.06.2015 року № 41-9/VI. Перебуває у віданні Звенигородської міської ради. 

## Джерела

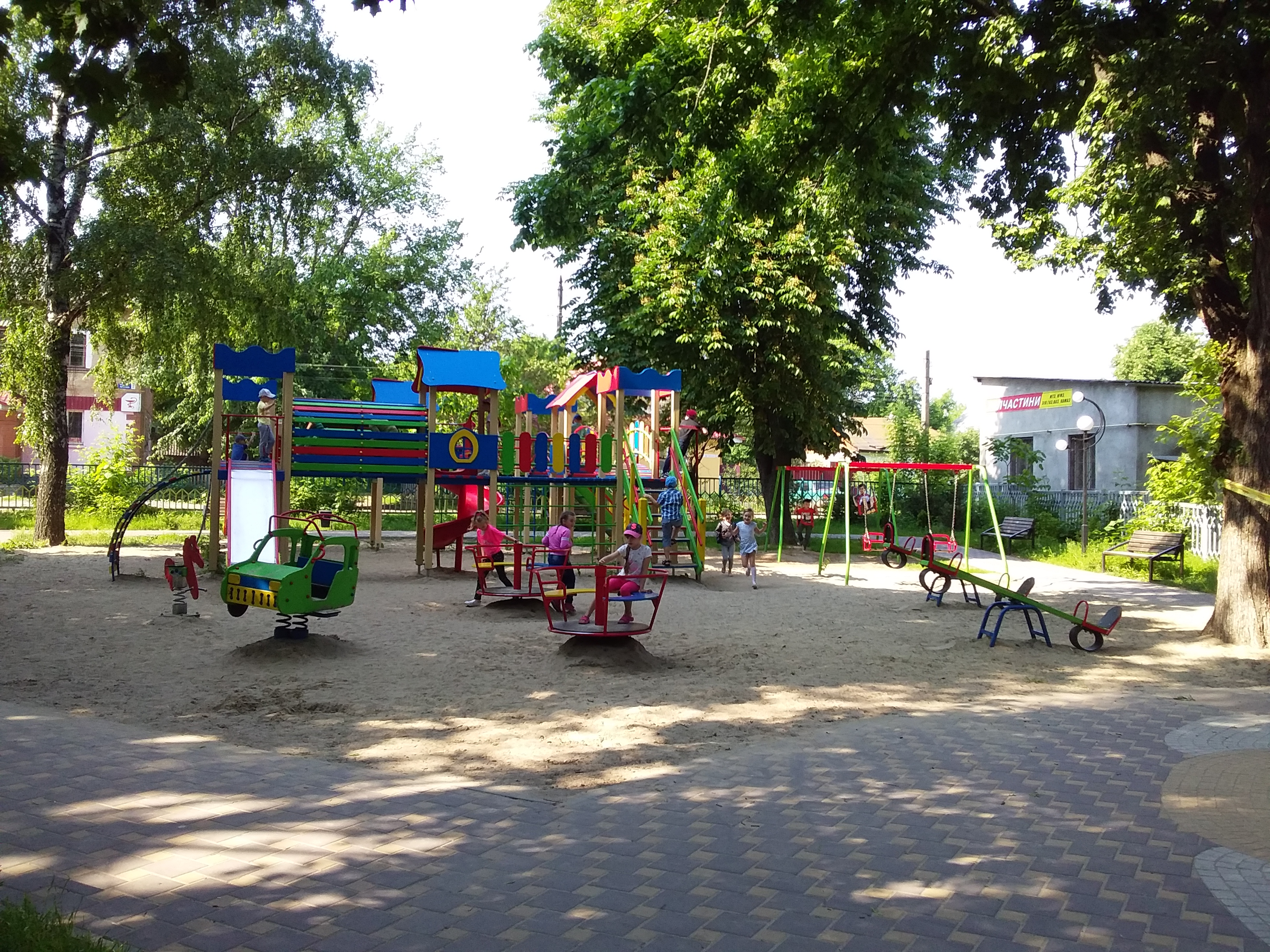

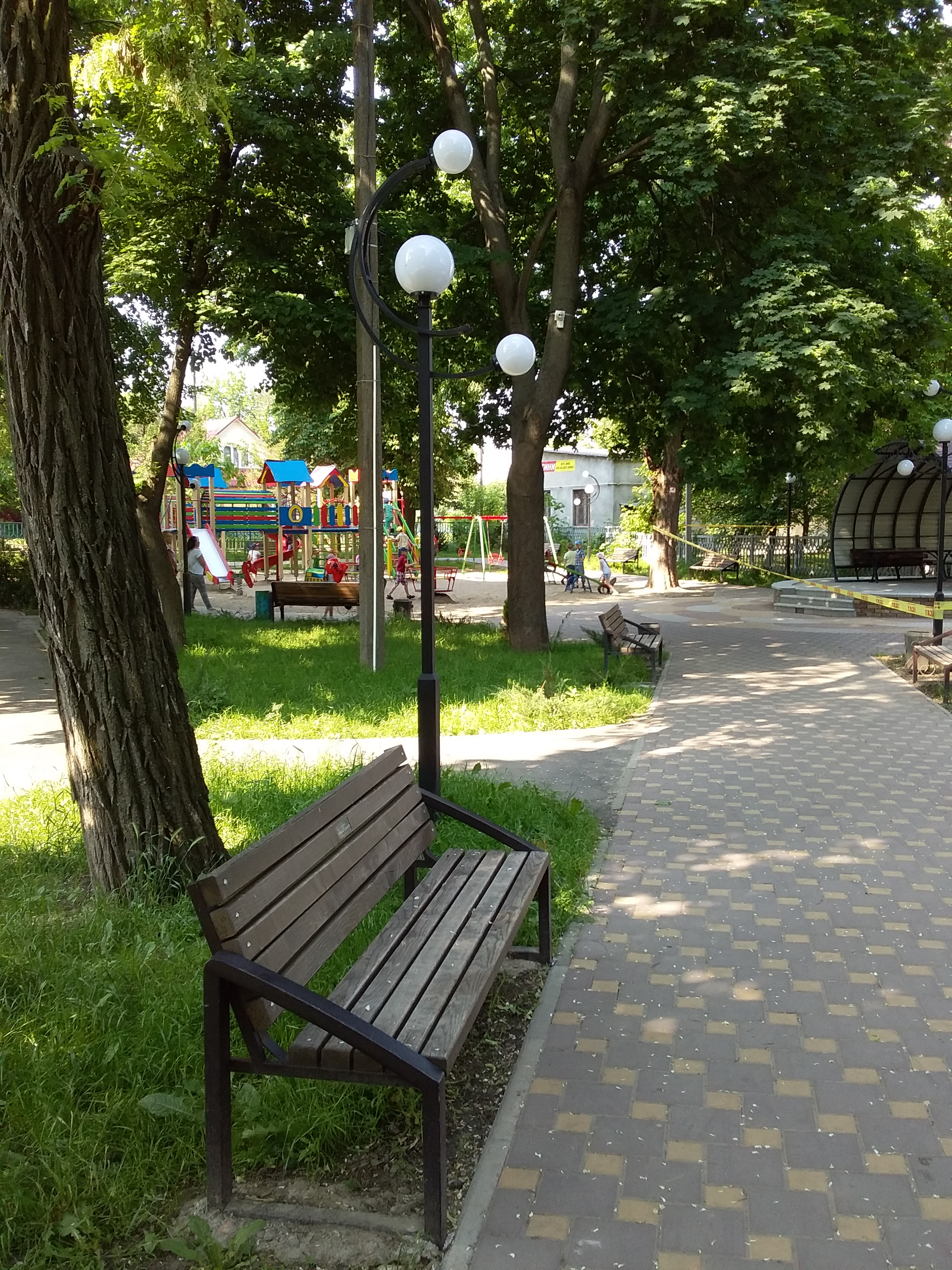

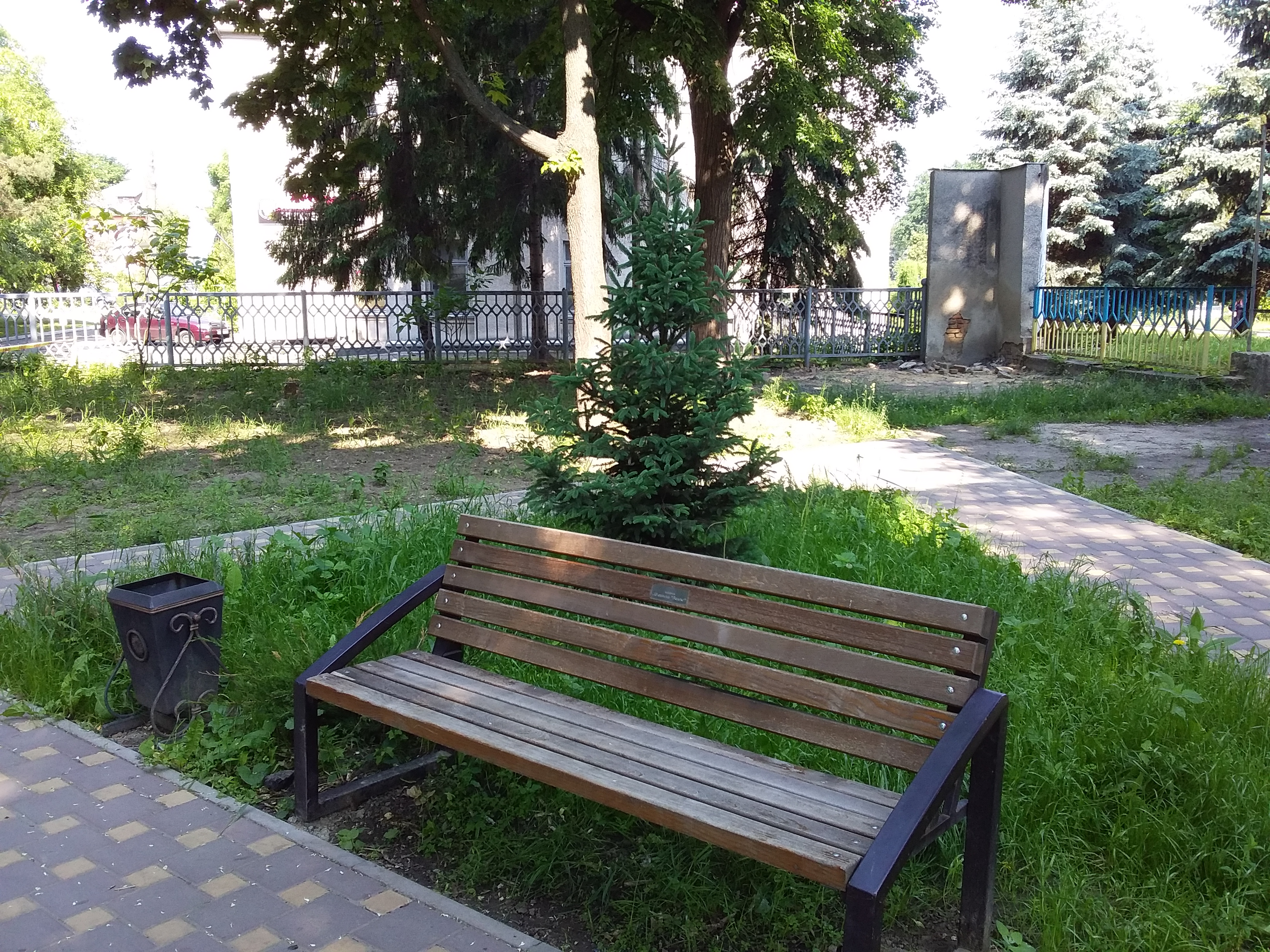